# Masacre de Vila Cruzeiro
La masacre de Vila Cruzeiro, también llamada masacre del complejo Penha, fue una masacre ocurrida el 24 de mayo de 2022 en la favela homónima, en Río de Janeiro, durante una operación conjunta del Batallón de Operaciones Especiales de la Policía (BOPE), de la Policía Federal, la Policía Federal de Caminos y Policía Militar, lo que dejó 23 muertos por disparos de arma de fuego o objetos cortantes. Fue la segunda operación policial más letal en la ciudad de Río de Janeiro, sólo detrás de la Masacre de Jacarezinho, ocurrida un año antes. Además de las muertes, la masacre también provocó el cierre de centros de salud y escuelas.
El operativo se produjo durante el mandato del gobernador Cláudio Castro. En sólo un año ocurrieron 39 masacres en el estado, dejando 182 muertos. Sólo en la región donde se llevó a cabo la operación, se produjeron 4 masacres en un año, que dejaron 42 muertos.

## Operación
Según Bope, la operación tenía como objetivo detener a más de 50 narcotraficantes del Comando Vermelho de varios estados que se dirigían a la Favela da Rocinha. El equipo policial vestido de civil fue descubierto alrededor de las cuatro de la tarde y la PM realizó un operativo de emergencia en el que participaron 80 agentes y 26 miembros de la Policía Federal de Caminos que forman parte del Grupo de Respuesta Rápida, fuerza élite de la institución. El tiroteo se prolongó durante horas hasta llegar al bosque de la Serra da Misericórdia, que conecta Vila Cruzeiro con Complejo de Alemão, donde fueron fusiladas la mayoría de las víctimas. Se incautaron 14 fusiles, 12 granadas, 4 pistolas, 10 automóviles, 20 motocicletas y drogas por valor de R$ 4 millones. Las víctimas fueron trasladadas al Hospital Estatal Getúlio Vargas. El primer ministro afirma que la facción es muy activa y responsable del 80% de los enfrentamientos en Rio. Además de Río de Janeiro, las víctimas también procedían de otros estados, como Alagoas, Bahía, Ceará, Rio Grande do Norte, Amazonas y La Policía Militar de Pará. Rio afirma que la operación generó una pérdida de R$ 5,2 millones para el Comando Rojo, y que los fusiles incautados son armas de guerra, capaces de disparar 800 tiros por minuto, con un alcance de 1,5 km y una precisión de 500 metros.

### Solicitud de alto el fuego
Durante la acción, 22 entidades firmaron una carta dirigida al gobierno de Río de Janeiro, al Ministerio Público estatal, a la Secretaría de la Policía Militar, a la Policía Federal y a la Superintendencia de la Policía Federal de Carreteras pidiendo un cese inmediato del fuego para el levantamiento de los cadáveres. Según la carta, las fuerzas de seguridad impedían la retirada de los cadáveres y amenazaban a los activistas de derechos humanos.
Los suscriptores fueron los siguientes:
- Amnistía Internacional
- Patrocina una sonrisa
- Articulado
- Casa Fluminense
- Colectivo Papo Reto
- Conectas Derechos Humanos
- Consejo Estatal de Derechos Humanos del Estado de Río de Janeiro
- Dani Monteiro - Presidente de la Comisión de Derechos Humanos de la Asamblea Legislativa de
- estado de Rio de Janeiro
- Fase - RJ
- Foro Social de Manguinhos
- Iniciativa sobre el derecho a la memoria y la justicia racial
- Instituto para la Defensa de la Población Negra
- Instituto Marielle Franco
- Instituto de Raza e Igualdad
- ISER - Instituto de Estudios Religiosos
- Justicia global
- Mover Caxias
- Movimiento Candelaria Nunca Más
- Movimiento de Favelas en lucha
- Observatorio de las favelas
- Red de Comunidades y Movimientos contra la Violencia
- Red Nacional de Madres y Familiares de Víctimas del Terrorismo de Estado

### Participación de la Policía Federal de Caminos
Se cuestionó la participación de la Policía Federal de Caminos, ya que el operativo se desarrolló lejos de cualquier carretera. Sin embargo, la acción de las fuerzas no se limita sólo a ellos. Este tipo de porosidad es una realidad en todas las fuerzas de seguridad de Brasil, Según la BBC. Según la BBC, "el PRF afirmó en un comunicado que participó en la acción porque 'líderes criminales escondidos en la comunidad' también 'actúan en delitos en las carreteras federales'".
El Centro de Operaciones Especiales del PRF estuvo involucrado en otros dos escándalos durante el gobierno de Bolsonaro. El 31 de agosto de 2021 formó parte de una operación en Minas Gerais que tenía como objetivo combatir Novo Cangaço y terminó con 25 muertos, y el 25 de mayo de 2022, un día después de la masacre de Vila Cruzeiro, Genivaldo de Jesus Santos, un hombre negro diagnosticado con esquizofrenia, fue torturado y asesinado por agentes de la agencia durante una abordaje policial. Fue abordado porque no contaba con Licencia Nacional de Conducir (CNH) y no usaba casco cuando conducía una motocicleta, y fue asesinado dentro de un vehículo, que fue transformado en una improvisada cámara de gas.
Las acciones son parte de la política del PRF de fortalecer las fuerzas de élite de la policía militar. El contingente del PRF también aumentó más que todas las demás fuerzas policiales, con un aumento de sus fuerzas estimado en un 20%.

### Incautación de imágenes SBT
El camarógrafo del SBT, Francisco Vidal, se encontraba grabando el incidente cuando su material fue confiscado y fue retirado del lugar por la Policía Federal de Caminos por encontrarse dentro de la línea de fuego. Posteriormente le devolvieron su material, pero sin la tarjeta de memoria de su cámara. Luego, SBT publicó una nota pidiendo aclaraciones sobre el paradero del dispositivo electrónico. El vídeo grabado mostraba a la Policía Civil atrapada en una carretera entre Vila Cruzeiro y Complexo do Alemão pidiendo ayuda después de que el policía Sérgio Silva fuera baleado, lo que resultó en su rescate. Record luego publicó el disco como exclusivo, pero cuando fue notificado la cadena de televisión lo sacó del aire. El PRF afirma que abrió una investigación para determinar los hechos.

## Víctimas
El número de muertos llegó a 26. Sin embargo, el Instituto Médico Legal informó más tarde que tres de los muertos en realidad procedían de otro enfrentamiento, en Morro do Juramento. Por tanto, el número de muertes asciende a 23. De ellas, 16 no enfrentaban cargos penales.
El agente de policía civil Sérgio Silva do Rosário fue el único herido, tras haber sido alcanzado por fragmentos de bala mientras realizaba un reconocimiento. Otras cinco personas resultaron heridas y trasladadas a hospitales de la ciudad. Entre ellos se encuentran Edson Ferreira da Costa y Ryan de Almeida, quienes fueron internados respectivamente en la Unidad de Emergencias del Complejo Gericinó y en el Hospital Municipal Salgado Filho. Una mujer cuyo hermano recibió un disparo en el tobillo y la ingle dice que incluso después de que su hermano estaba casi inconsciente, la policía le apuntó con su rifle y la llamó puta. Después de pedir el arma de su hermano y ella dijo que no había arma, recibió amenazas de que le rociarían la cara con gas pimienta. Cuando finalmente sacaron al hermano con ayuda de una silla de ruedas, uno de los policías comentó que "si muere, entiérrenlo". La familia afirma que el niño trabajaba en un bar, pero la policía lo acusa de ser guardia de seguridad de una de las líderes de CV, Abelha (Wilton Carlos Quintanilha). El hermano fue trasladado a la Unidad de Atención de Emergencia del Complejo Penitenciario de Bangu y sobrevivió. Además, un activista social grabó parte de la acción y el BOPE disparó una vez en su dirección. Se identificó ante Uol, quien optó por ocultar su identidad para protegerlo de represalias.
Una mujer murió por una bala perdida en la comunidad de Chatuba, vecina a Vila Cruzeiro. Gabrielle Ferreira da Cunha tenía 41 años y recibió un disparo en su casa. La Policía Militar dice que fue asesinada por el rifle de uno de los delincuentes.
Además de ella, murieron al menos 25 personas, todas ellas consideradas sospechosas por la policía. Los vecinos informan que una de las víctimas fue asesinada a puñaladas por agentes de policía. La Comisión de Derechos Humanos de la OAB-RJ apoya la versión, afirmando que uno de los cuerpos efectivamente presenta perforaciones. El cuerpo fue encontrado con el rostro cubierto de polvo blanco. Los residentes informan que la policía lo obligó a consumir cocaína antes de asesinarlo. Otra víctima, Natan Werneck, pidió ayuda por teléfono y fue rescatado apenas 6 horas después del incidente, muriendo en el hospital.

### Lista de víctimas
| Nombre                                 | Edad          |
| -------------------------------------- | ------------- |
| João Carlos Arruda Ferreira            | menor de edad |
| Anderson de Souza Lopes                | 18            |
| Nathan Werneck Borges Lopes            | 21            |
| Izaías Vítor Marqués Nóbrega           | 22            |
| Patricio de Andrade da Silva           | 22            |
| Denis Fernández Rodrigues              | 23            |
| Carlos Henrique Pacheco da Silva       | 25            |
| Ricardo José Cruz Zacarías Junior      | 27            |
| Maycon Douglas Alves Ferreira da Silva | 29            |
| Leonardo dos Santos Mendonça           | 29            |
| Diego Leal de Souza                    | 32            |
| Volcán Mauri Edson Costa               | 35            |
| Sebastián Teixeira dos Santos          | 40            |
| Gabrielle Ferreira da Cunha            | 41            |
| Roque de Castro Pinto Júnior           |               |
| Carlos Alexandre de Oliveira Rua       |               |
| Douglas Costa Incaio Donato            |               |
| Edmilson Félix Herculano               |               |
| Emerson Stelman da Silva               |               |
| Eraldo de Novaes Ribeiro               |               |
| Everton Nunes Pires                    |               |
| João Víctor Moraes da Rocha            |               |
| Tiugo dos Santos Bruno                 |               |

### Muertes en otro conflicto
Inicialmente se registraron 26 muertes, pero el día 23 la Policía Civil de Río de Janeiro confirmó que tres de estas víctimas murieron en otro conflicto que se desarrollaba en Morro do Juramento. Las víctimas son las siguientes:
| Nombre                    | Edad |
| ------------------------- | ---- |
| Geovane Ribeiro dos Anjos | 27   |
| Marcelo da Costa Vieira   | 33   |
| André Luiz Filho          |      |

## Reacciones

### Precandidatos al gobierno de Río
El gobernador Cláudio Castro (PL) apoyó el "operativo" en la comunidad. Sin embargo, fue acusado de querer el exterminio de la favela y de hacer uso político del evento, aspirando a la reelección. Según él, el lugar fue transformado en un hotel de lujo para narcotraficantes. También se mencionó que una semana antes de la operación, un helicóptero había sido atacado en el lugar.
Marcelo Freixo (precandidato del PSB), afirmó que "matar no es seguridad" y recordó que es posible combatir el crimen sin letalidad y con eficacia. También afirmó que es necesario "acabar con el uso político de la policía".

“Es hora de poner fin al uso político de la policía. Es hora de tratar la Seguridad Pública como un asunto serio, no como un arma electoral. "
— Marcelo Freixo

Rodrigo Neves (PDT) afirmó que "acciones espectaculares y sin estrategia, como la de hoy, produjeron matanzas y pusieron en riesgo a la población pobre de las favelas y a los propios policías".
Felipe Santa Cruz (PSD) lamentó lo sucedido: "otra trágica operación policial militar en Vila Cruzeiro. La política de seguridad no puede ser una política de muerte".

### Federación de Favelas del Estado de Río de Janeiro
La Federación de Favelas del Estado de Río de Janeiro (FAFERJ), que denomina el episodio "masacre del complejo Penha", afirmó que la masacre tenía un propósito político:

“Una masacre electoral con justificaciones que cambiaron a lo largo del día, a medida que aumentó el número de muertos, cerraron escuelas, hospitales y organismos públicos en la región. Una película de terror de la vida real para inflamar a los votantes y ciudadanos conservadores contra las favelas de Río. "
—FAFERJ

### Orden de los defensores de Brasil
Según la OAB, la acción policial tiene signos de tortura, y que “las masacres se convirtieron en política pública para favorecer los deseos de la clase media”. También mencionan que el índice de aprobación del gobernador Cláudio Castro saltó del 14% al 40% después de la masacre.

### Gobierno federal
El presidente Jair Bolsonaro elogió al BOPE por la operación y afirmó que la facción criminal inició el tiroteo. Sin embargo, lamentó la muerte de Gabrielle.

### Supremo Tribunal Federal
El presidente del STF, Luiz Fux, afirmó que la Policía Militar debe satisfacción por la operación.
El ministro del STF, Edson Fachin, dijo en un comunicado que estaba muy preocupado por la operación. También afirmó que confía en que la decisión del STF será cumplida y que se realizará una investigación completa.

### Fuerzas de seguridad
La Policía Militar Fluminense sostiene que la migración de traficantes a Río de Janeiro se debió a restricciones impuestas por el STF, aprobadas por Edson Fachin durante la pandemia de Covid-19.
La Policía Federal de Caminos dijo en un comunicado oficial que sólo en Pará se han registrado diez atentados contra la vida de agentes públicos en las últimas semanas, y brindará apoyo a otras fuerzas de seguridad cuando sea necesario.

### Prensa
Folha de S. Paulo afirma que el saldo de la operación no justifica la masacre, y que este tipo de acciones sólo deberían realizarse bajo un régimen de excepción.
El periódico O Globo afirma que la operación no trajo resultados concretos desde el punto de vista de la seguridad pública, siendo una política intencionada de exterminio contra la población pobre y negra. Además, se trata de una disputa por el control territorial que, como mucho, se traducirá en un cambio de liderazgo local.
Gazeta do Povo dice que los defensores del uso del término "matanza" afirman que se trata de una masacre porque no murió ningún policía, pero se pregunta cuántos policías deben morir para que lo ocurrido se considere una operación. Por otro lado, quienes sostienen lo contrario ignoran a las víctimas inocentes. También afirman que es natural que hubiera represalias, ya que el operativo se desarrolló en un contexto de guerra urbana y los delincuentes en cuestión eran peligrosos y se encontraban en su propio territorio. Por tanto, habría que esperar a que las investigaciones clasifiquen lo ocurrido.
Poder360 afirma que el asesinato se produjo para servir de plataforma para el año electoral. También elogió las medidas del STF para restringir las operaciones durante la pandemia.
El incidente también tuvo repercusiones en periódicos del extranjero, como The Washington Post, The Guardian y Al Jazeera.

## Investigación y desarrollo
El mismo día de la masacre, el Ministerio Público de Río de Janeiro abrió un procedimiento para investigar la acción policial, dando diez días para que todos los involucrados fueran escuchados y el BOPE identificara a los responsables de las muertes. El Ministerio Público Federal también abrió una investigación para investigar las acciones de agentes policiales individuales. Además, también interpuso un amparo ante los tribunales para que el PRF solo opere en carreteras. La multa solicitada en caso de incumplimiento es de R$ 1 millón.
El PSB y entidades de derechos humanos demandaron al Supremo Tribunal Federal para que el gobierno de Río de Janeiro elabore otro plan para reducir la letalidad policial en los operativos. La solicitud fue transmitida al ministro Edson Fachin. En febrero, el STF ya había obligado al gobernador Cláudio Castro a explicar qué haría ante la situación de violencia en Río, pero recibió una respuesta con intenciones genéricas.
El gobierno de Río de Janeiro tuvo 30 días para escuchar las críticas de la Defensoría Pública, el Ministerio Público y la Asociación de Abogados de Brasil (OAB) sobre el plan anterior y otros 30 días para que el texto sea sometido a consulta pública. El gobierno no está obligado a cumplir las decisiones, pero deberá justificar si lo hace. El gobernador Cláudio Castro fue escuchado el 1 de junio, donde negó que la acción fuera una masacre porque el tiroteo fue iniciado por los delincuentes. "Quienes cometen masacres son aquellos que apuntan con armas a la policía. Esto es una bofetada a la sociedad". También afirmó que instalará cámaras en los uniformes policiales, algo que ya había decidido el STF anteriormente, proceso que se hará por etapas. Al comentar sobre la lucha del gobierno con el STF, Cláudio Castro dice que ambos partidos quieren colaborar y que es un tema resuelto. Sin embargo, Gilmar Mendes criticó al tribunal por priorizar al estado de Río de Janeiro en el proceso de recuperación fiscal.
Edson Fachin también dice que le preocupa la confidencialidad de las imágenes y que las cámaras se están instalando en unidades policiales con menor letalidad. La Policía Militar de Río de Janeiro dijo al diario O Globo que las imágenes no estarán efectivamente a disposición de la población, pero podrán ser solicitadas por los órganos de control sin orden judicial. Además, las imágenes del incidente se almacenarán durante un año, mientras que el resto se almacenará durante dos meses. El PSB y otras entidades responsables de la medida también expresaron preocupación.